# Лития (город)
Лития (словен. Litija, нем. Littai) — город и община в центральной части Словении.

## История
Впервые упоминается в письменных источниках в 1145 году. Имеется приходская церковь Николая Чудотворца; современное здание было построено в 1884 году с пристройками 1997 года.

## География
Расположен к востоку от Любляны, в долине реки Сава, на границе двух исторических областей — Крайны и Штирии.

## Население
Население общины на 2002 год составляет 19 120 человек, население самого города — 6420 человек.

## Галерея

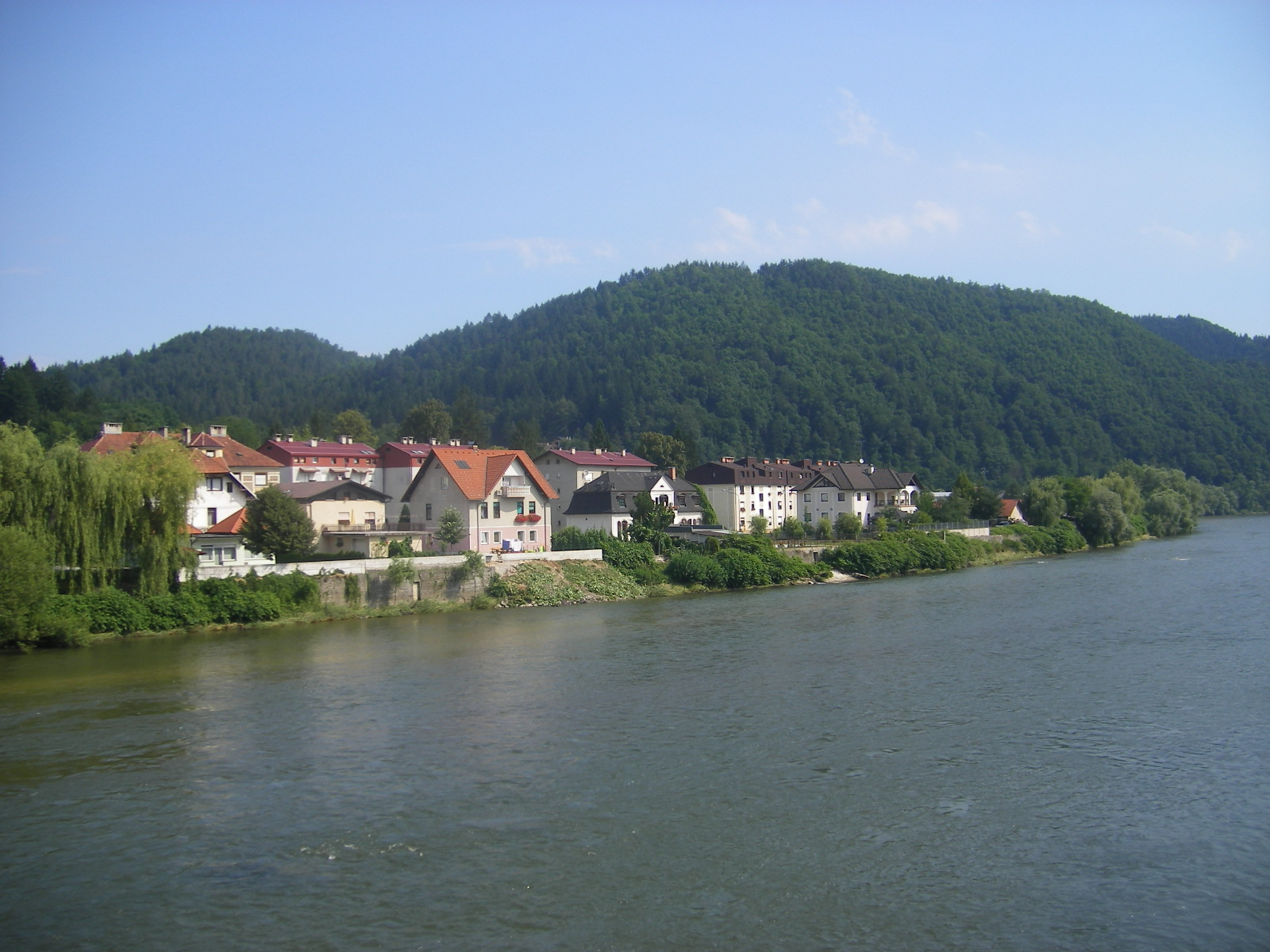